# Kiropraktik
Kiropraktik (græsk: kheír, hånd, og praktikós, virksom) er et sundhedsfag, og ikke en behandlingsform, der primært beskæftiger sig med muskuloskeletale problematikker i bevægeapparatet. Kiropraktorer benytter en række behandlingsmodaliteter, ofte i kombinationer. De mest almindelige inkluderer patientuddannelse, manuel behandling (ledmanipulation, ledmobilisering), øvelses- og træningsterapi, bløddelsbehandling til muskler og sener, nålebehandling (dry needling/akupunktur) og laserbehandling Herved forsøger man at genoprette den normale funktion i det involverede område. En kiropraktor kan lindre eller fjerne smerter og hjælpe med at forbedre funktion i hverdagen. Manipulationsbehandling har været kendt siden Oldtiden, men kiropraktikken blev "grundlagt" i 1897 af den magnetiske healer Daniel David Palmer. Palmer mente, at fx sukkersyge skyldtes ryghvirvlers forstyrrelse af nervebanerne.

## Effekt af manipulationsbehandling
Adskillige kontrollerede kliniske studier er blevet udført for at vurdere effekten af manipulationsbehandling på en lang række af tilstande med modstridende resultater. Manipulation af rygraden kan ikke bruges til behandling af alle lidelser. Overordnet set er der ingen effekt af manipulation på astma/allergi, infantil kolik, menstruationskramper eller spændingshovedpine.
For akut opståede nakkesmerter er manipulationsbehandling en sikker og effektiv metode til at reducere smerte og øge bevægeligheden i nakken. For mekaniske nakkeproblematikker med eller uden hovedpine er manipulationsbehandling favorabelt, når det blev koblet sammen med øvelsesterapi, men isoleret set var manipulation eller mobilisering af nakken som den eneste intervention ikke bedre end andre behandlingsmodaliteter.
For akut opståede og kroniske lænderygsmerter har manipulationsbehandling samme effekt på smerte og funktionsmål som andre anbefalede modaliteter.
Manipulationsbehandling er ofte associeret med forbigående milde til moderate bivirkninger. De mest hyppige bivirkninger inkluderer lokal ømhed og træthed. Alvorlige bivirkninger er blevet rapporteret fra enkelte case-studier i tidsmæssig sammenhæng til manipulationsbehandling. Forværring af symptomer fra discus prolaps eller Cauda Equina symptomer er blevet estimeret til at have en risiko på mindre end 1 ud af 3,7 mio. Cervikal arterie dissektion er estimeret til at have en risiko ifm. manipulationsbehandling af nakken på mindre en 1 ud af 5,9-8,1 mio. De alvorlige bivirkninger ifm. cervikale manipulationsbehandlinger bygger på case-studier, som ikke er i stand til at fremføre noget kausativt forhold. Der er ingen overbevisende evidens til at bevise et kausativt forhold mellem manipulationsbehandling og dissektioner. Når patienter præsenterer sig med hovedpine og nakkesmerter er risikoen for dissektion lige så høj hos praktiserende læge, som ved kiropraktor. Den tidsmæssige association skyldes formentlig at patienter som allerede har en dissektion opsøger hjælp til deres nakkesmerter og hovedpine, inden deres dissektion giver dem en hjerneblødning eller blodprop i hjernen.

## Kiropraktik i Danmark

### Kiropraktorloven
Bekendtgørelse af lov om kiropraktorer (i daglig tale blot Kiropraktorloven) var indtil 1. januar 2007 den lov, hvori kiropraktorernes virke samt autorisations- og videreuddannelsesbestemmelser var beskrevet.
1. januar 2007 blev Kiropraktorloven afløst af Autorisationsloven – Lov om autorisation af sundhedspersoner og om sundhedsfaglig virksomhed – hvor kiropraktorers virke samt autorisations- og videreuddannelsesbestemmelser beskrives i § 52-53.

### Kiropraktorers beføjelser i Danmark og samarbejde med det offentlige sygehusvæsen
Kiropraktorer har siden 2014 haft mulighed for at henvise til hospitalets akutafdelinger ved patienter som er førligheds- eller livstruede f.eks. ved mistanke om begyndende hjerneblødning eller alvorlige brud på rygsøjlen.
Siden 2017 har danske kiropraktorer med ydernummer kunne tilbyde specialiserede pakkeforløb for behandling af diskusprolaps i nakken, diskusprolaps i lænden og spinalstenose i lænden. Aftalen er indgået mellem danske regioner og dansk kiropraktorforening, og regionen giver særligt tilskud til disse pakkeforløb. Kiropraktorer kan henvise til billeddiagnostiske undersøgelser, såsom Røntgen, MR og CT-skanninger på hospitalet ligesom de har adgang til at se billeddiagnostik der er udført i det offentlige via. de regionale pacs-systemer samt henvise til akut kirurgisk vurdering. Når en kiropraktor selv udfører røntgenundersøgelser eller henviser til anden billeddiagnostik er kiropraktoren forpligtet, gennem deres overenskomstmæssige aftale, til at underrette patientens praktiserende læge om svaret på undersøgelsen via. en billeddiagnostisk epikrise.
Siden april 2025 har en aftale mellem danske regioner og dansk kiropraktorforening gjort det muligt for hospitaler at henvise patienter til kiropraktiske klinikker, i patientens nærområde, for at udføre røntgen- og ultralydsskanninger på vegne af hospitalerne. Praktiserende læger kan henvise patienter til en specialistvurdering hos en kiropraktor uden brugerbetaling for patienten med henblik på at diagnosticere patienten Aftalen om specialistvurdering er en rammeaftale og kræver at den enkelte region tiltræder aftalen før denne træder i kraft. Aftalen giver også kiropraktorer kigge adgang til patienters fælles medicinkort og offentlige sundhedsjournal.
Juni 2025 Danske kiropraktorer bliver den første samlede sundhedsprofession til at indlede systematisk dataudveksling med Dansk Rygdatabase, DaRd. Formålet er at skabe større indsigt i patientforløb på tværs af sektorer og styrke kvaliteten i udredning og behandling af patienter med rygproblemer. Dermed får DaRD for første gang adgang til viden fra primærsektoren. Viden som hidtil har manglet i det samlede billede af patienternes forløb.

### Uddannelsen i Danmark
Danske kiropraktorer blev tidligere uddannet uden for landets grænser, men i dag kan man blive uddannet i klinisk biomekanik ved Syddansk Universitet.
Universitetsuddannelsen til kiropraktor foregår på Syddansk Universitet og er en lang videregående uddannelse (LVU), der varer 5 år (bachelordel 3 år + kandidatdel 2 år) og fører frem til den akademiske grad cand.manu. (kandidat i klinisk biomekanik).
Bachelordelen foregår sammen med de medicinstuderende, men de praktiske og kliniske fag på bacheloren er forskellig på de to uddannelser. Uddannelsens 2-årige kandidat-del består af undervisning i almen diagnostik inden for fagene almen medicin, ortopædi, neurologi og reumatologi. Der undervises også i klinisk farmakologi og billeddiagnostik. De studerende bruger de sidste 1/2 af 2. år på at være i klinik (praktik) på regionernes rygmedicinske, neurologiske, ortopædkirurgiske og reumatologiske afdelinger, samt i privat praksis. Uddannelsen afsluttes på universitetet med et kandidatspeciale.
For at opnå autorisation til at fungere som selvstændig kiropraktor skal den færdiguddannede kiropraktor gennemgå en såkaldt turnusordning — en 1-årig praktikperiode hos en autoriseret kiropraktor. Kiropraktorer er samlet i fagforeningen Dansk Kiropraktor Forening, som er medlem af Akademikerne. Dansk Kiropraktor Forening har indgået en overenskomst med Regionerne, som sikrer patienterne tilskud igennem sygesikringen. Når man kan opnå autorisation, skyldes det alene en politisk beslutning fra starten af 1990'erne, der har pålagt Sundhedsstyrelsen at administrere dette. Kiropraktorer er endvidere underlagt Sundhedsvæsenets Patientklagenævn.